# Héliodore Pisan
Pour les articles homonymes, voir Pisan.
Héliodore-Joseph Pisan, né à Marseille le 3 juillet 1822 et mort à Bailly le 18 juillet 1890, est un graveur sur bois, lithographe, peintre et aquarelliste français. On lui doit une grande partie des gravures des illustrations de Gustave Doré.

## Biographie
Héliodore Pisan est le fils aîné d'un cordonnier de Lorgues. Il vient à Paris à 14 ans et apprend la gravure sur bois auprès de Jean Best, un des fondateurs de l'atelier ABL (Andrew, Best, Leloir). En 1842, il grave pour cet atelier les Scènes de la vie publique et privée des animaux de Grandville. Il grave ensuite les dessins de Gustave Doré, dont il est le principal et l'un des meilleurs interprètes. Pisan est considéré, notamment par Henri Beraldi, comme un des plus grands graveurs sur bois de bout du XIXe siècle et un acteur majeur dans le développement de la gravure de teinte, caractérisée par le rendu des demi-teintes[réf. nécessaire].
Ses frères Théodose Louis Joseph Pisan (Cogolin, 11 janvier 1824 - Algérie, vers 1846), et Anthelme Jean-Baptiste Pisan (Cogolin, 27 juin 1826 - Cogolin, 2 novembre 1911) furent également graveurs.
Il est nommé chevalier de la Légion d'honneur en 1883.

## Conservation
L'hôtel de ville de Cogolin possède des aquarelles d'Héliodore Pisan.